# Sansoáin (Urraúl Bajo)
Sansoáin (Santsoain en euskera, Santsuañe en valiedad local) es una localidad española ubicada en el municipio de Urraúl Bajo (Navarra, España). Está situado en la Comarca de Lumbier, en la Merindad de Sangüesa. El 13 de junio de 2005, Sansoáin dejó de ser concejo  y pasó a formar parte del concejo de Artieda. Se encuentra a 37 km de Pamplona. Su población en 2019 fue de 19 habitantes.

## Topónimo
Probablemente significa ‘lugar propiedad de un hombre llamado Sanso, y estaría formado por ese nombre de persona (que es la variante en euskera del popular Sancho) y el sufijo -ain que indica propiedad. Tiene el mismo origen que el topónimo Sánsoain, la localidad de Leoz, pero el acento tónico se pronuncia en sílabas diferentes.

## Arquitectura
La iglesia se encuentra en la zona más elevada del pueblo. Predomina la construcción de piedra con portales de arco de medio punto en cuyas claves se encuentran grabados anagramas de Cristo.

### Iglesia

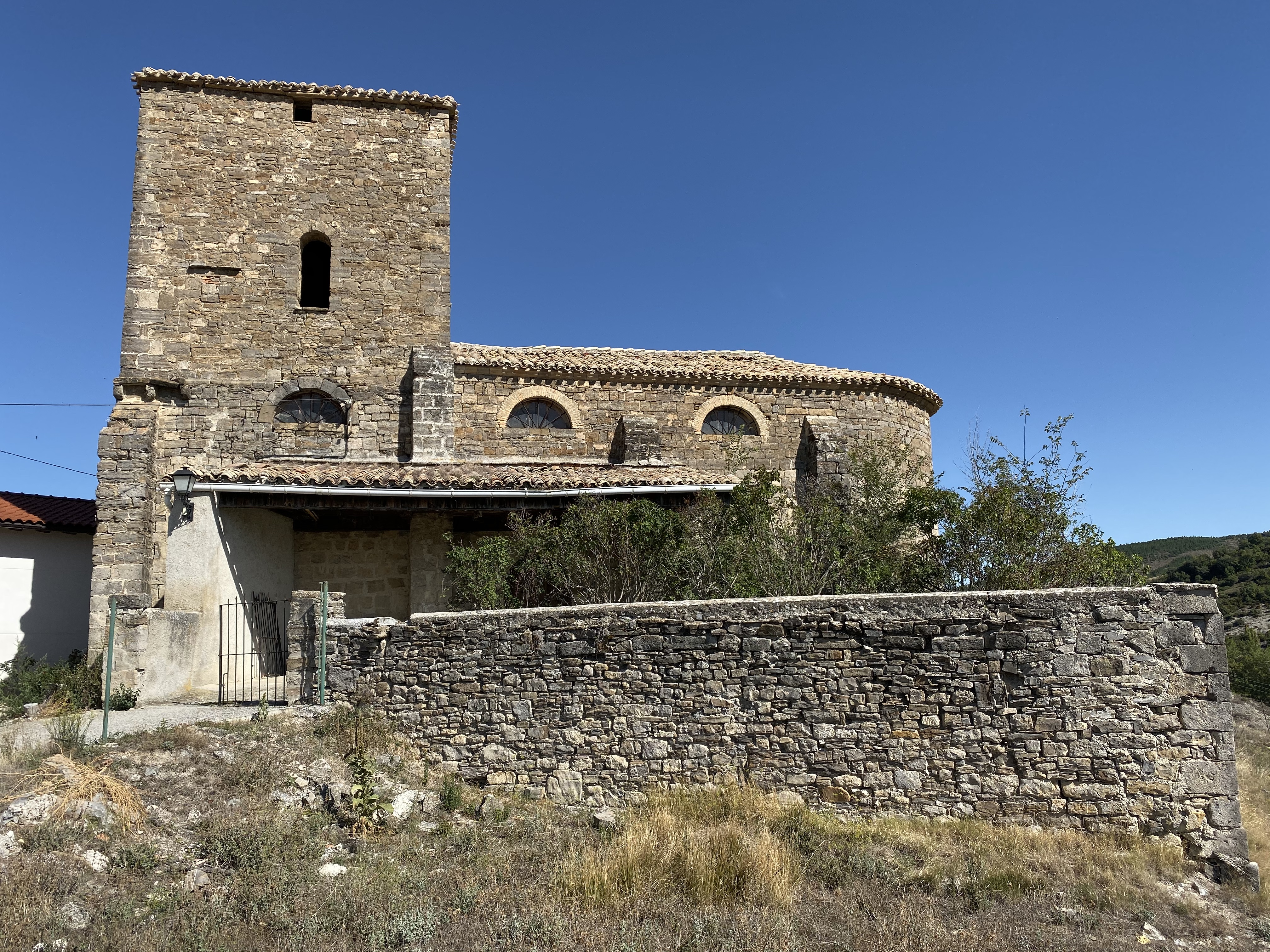
Iglesia de la Purificación

Iglesia de la Purificación. Está situada en lo alto de una colina. Esta edificación es de origen medieval, como se puede apreciar por la cabecera semicircular o la torre. La iglesia se corresponde a una iglesia románica tardía de tipo rural, aunque está reformada la parte interior.

## Lugares cercanos de interés
- Foz de Lumbier
- Selva de Irati
- Castillo de Javier
- Monasterio de Leire